# JR貨物U51A形コンテナ
U51A形コンテナ（U51Aがたコンテナ）は、日本貨物鉄道（JR貨物）輸送用として籍を編入している31ft私有コンテナ（有蓋コンテナ）である。
1991年度より製造された。
形式の数字部位 「 51 」は、コンテナの容積を元に決定される。このコンテナ容積51㎥の算出は、厳密には端数四捨五入計算の為に、内容積50.5 - 51.4㎥の間に属するコンテナが対象となる。
また形式末尾のアルファベット一桁部位 「 A 」は、コンテナの使用用途（主たる目的）が 「 普通品の輸送 」を表す記号として付与されている。

## 特記事項
コンテナの固体構造によっては全長が31ft級の物も多数存在するが、コンテナ上部四箇所に必ず設置されているトップリフター吊り上げ作業用のツイストホールブロックの横長間隔は、厳格に30 ftの間隔が確保されている。

## 番台毎の概要

### 30000番台
30001 - 30018
元増田運送所有。日本電気硝子借受。全高2610mm（規格外ハローマーク = H ）、総重量13.5t。片妻一方開き仕様。旧、東急車輛大阪製作所製造。
元々は、ソニー製のテレビ向けブラウン管輸送用に配備された。その後、ブラウン管テレビの生産終了にともない不要となり、すべて廃コンとなった。

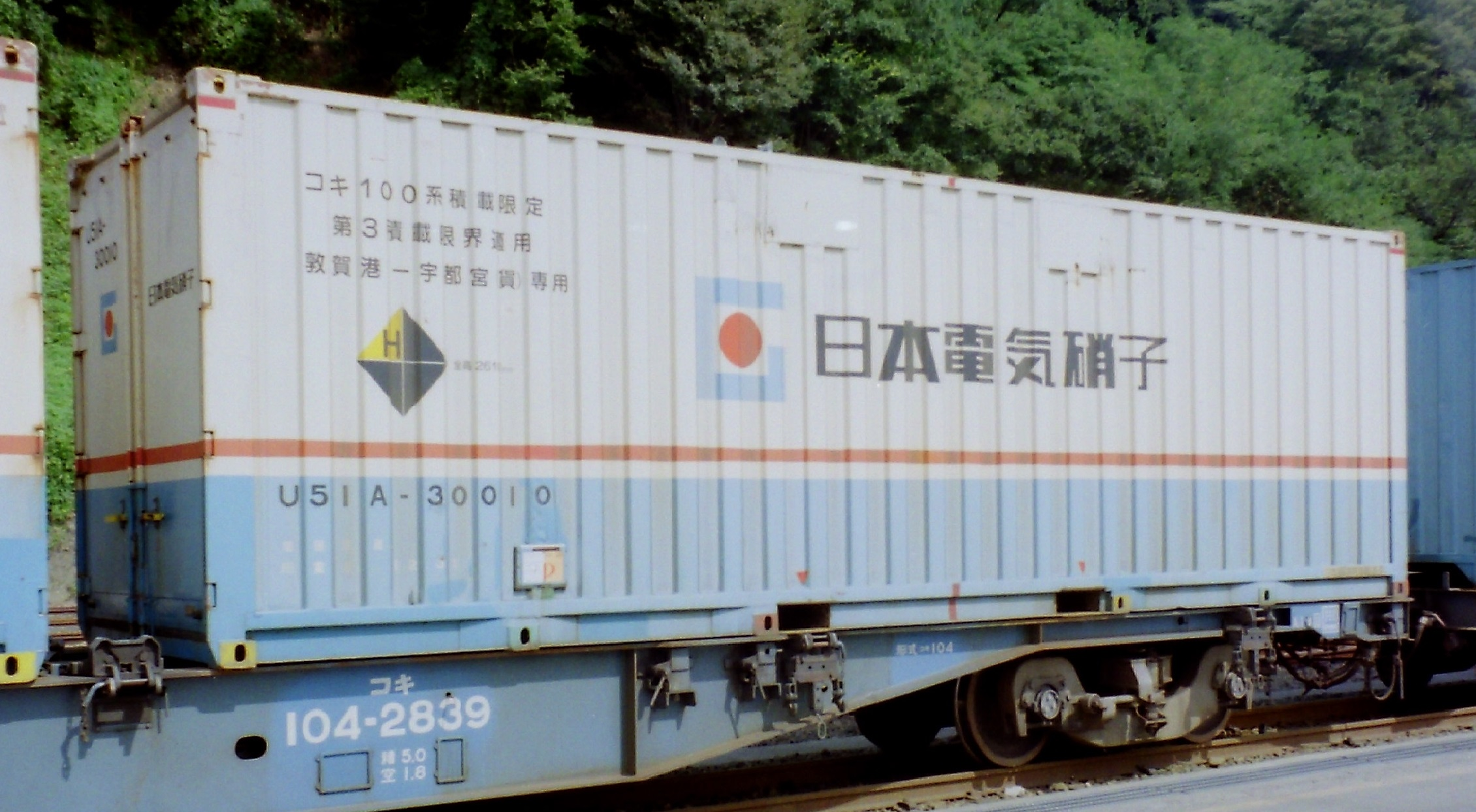
U51A-30010 増田運送所有。日本電気硝子借受。 福井／旧、敦賀港駅にて、1998年10月撮影。

30019 - 30138
福山通運所有。（規格外ハローマーク、全長9410mm = L ）、総重量13.5t。片妻一方開き仕様。総合車両製作所製造。

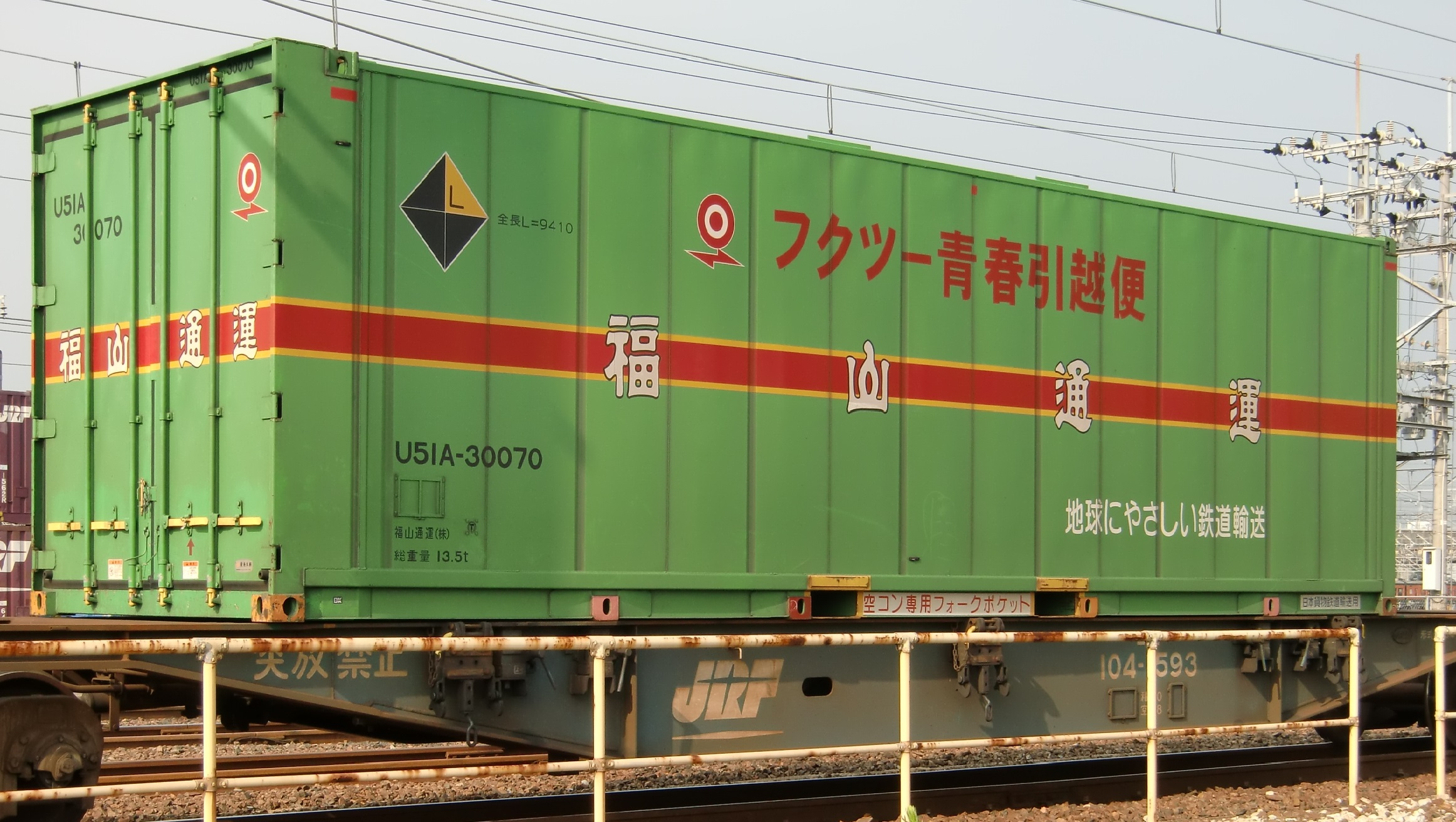
U51A-30070 福山通運所有。 岡山／旧、旧・西岡山駅にて、2011年10月9日撮影。

30139・30140
センコー所有。（規格外ハローマーク、全高2641mm = H ・ 全長9410mm= L ・ 総重量20.0 t = G ）。片妻一方開き仕様。
30141 - 30221（81個）
福山通運所有。（規格外ハローマーク、全長9410mm = L ）、総重量13.5t。
新たに東京(タ) - 吹田(タ)間での一列車貸切となる『福山レールエクスプレス』のために新製。片妻一方開き仕様。総合車両製作所製造。※全国通運連盟からの補助金制度である、『グリーン物流推進事業支援助成制度』適用。
30222 - 30321（100個）
福山通運所有。（規格外ハローマーク、全長9410mm = L ）、総重量13.5t。
第二弾となる、東京(タ) - 旧・西岡山駅 ・ 東福山駅間での一列車貸切となる『福山レールエクスプレス』のために新製。片妻一方開き仕様。総合車両製作所製造。
30322 - 30441（120個）
福山通運所有。（規格外ハローマーク、全長9410mm = L ）、総重量13.5t。
第三弾となる、名古屋(タ) - 福岡(タ)間での一列車貸切となる『福山レールエクスプレス』のために新製。片妻一方開き仕様。総合車両製作所製造。
30442 - 30501（60個）
福山通運所有。（規格外ハローマーク、全長9410mm = L ）、総重量13.5t。既存の三ルートの輸送増加による追加新製。
※ 福山通運地元の広島県とのタイアップキャンペーンの一環として、『瀬戸内ひろしま、宝しま』のステッカー貼り付け仕様。片妻一方開き仕様。総合車両製作所製造。

### 39500番台

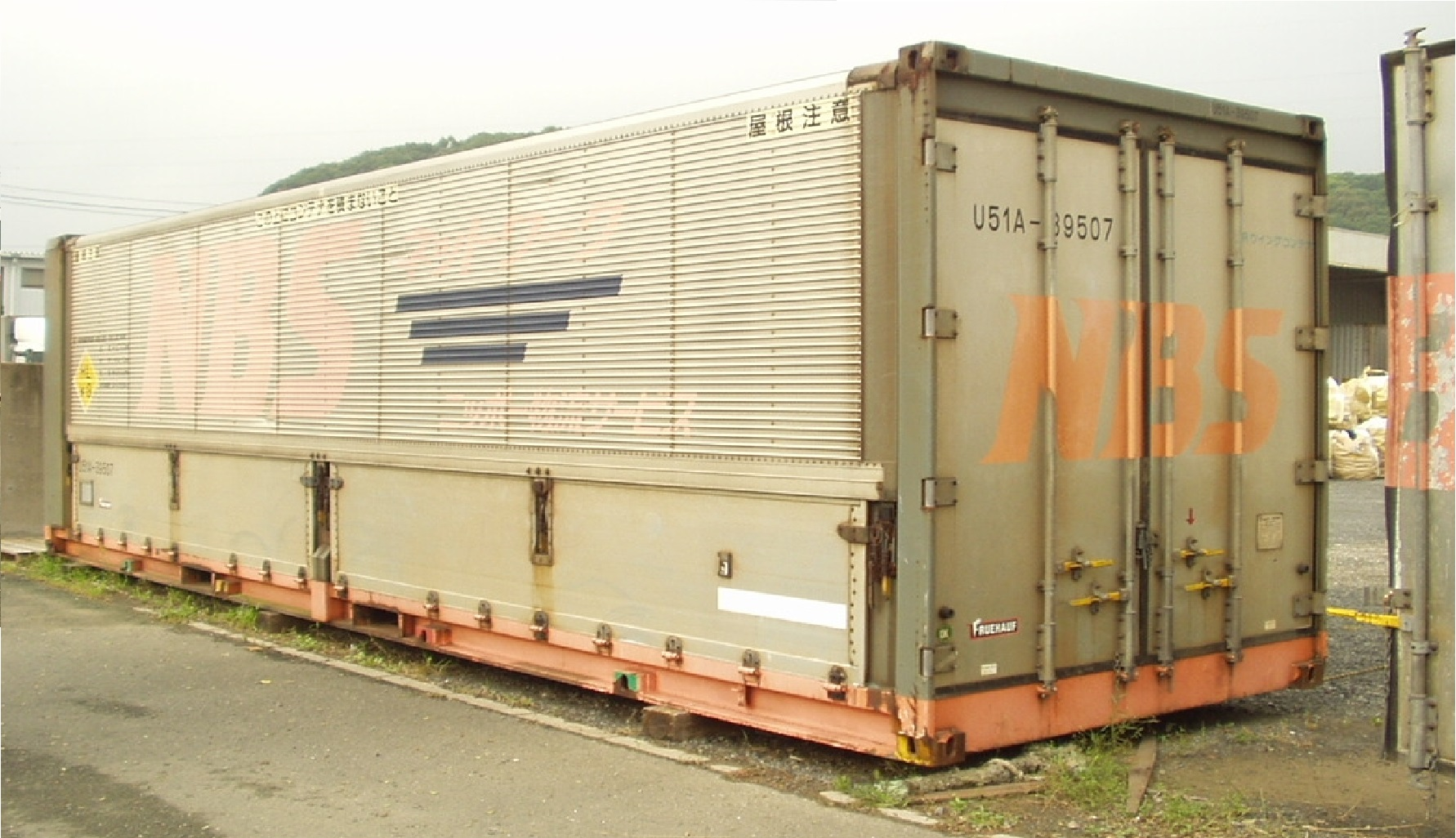
U51A-39507 ニッポー物流所有。 福岡／新門司港地区、2004年9月5日撮影。

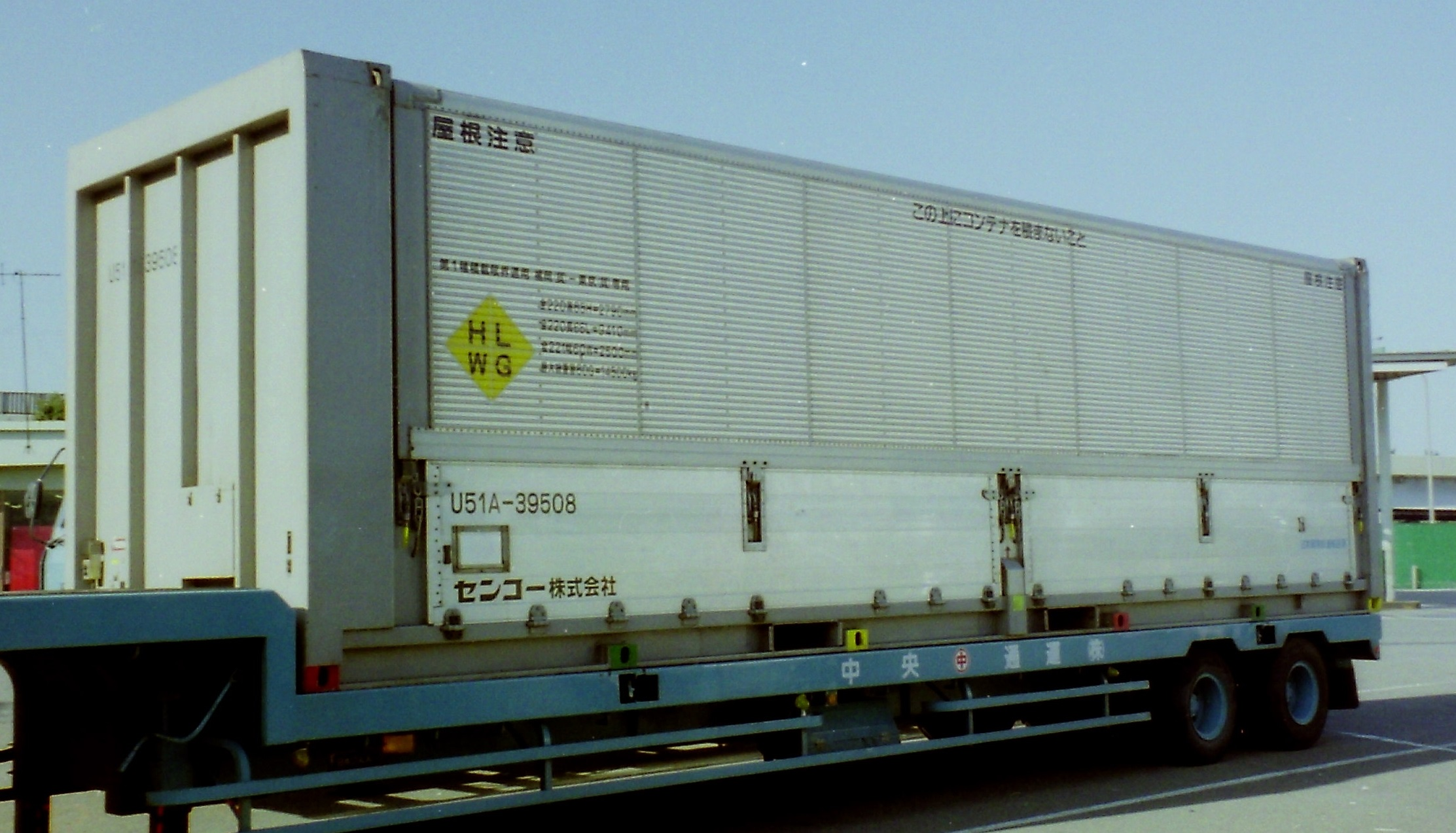
U51A-39508 センコー所有。 東京(タ)、2002年1月撮影。

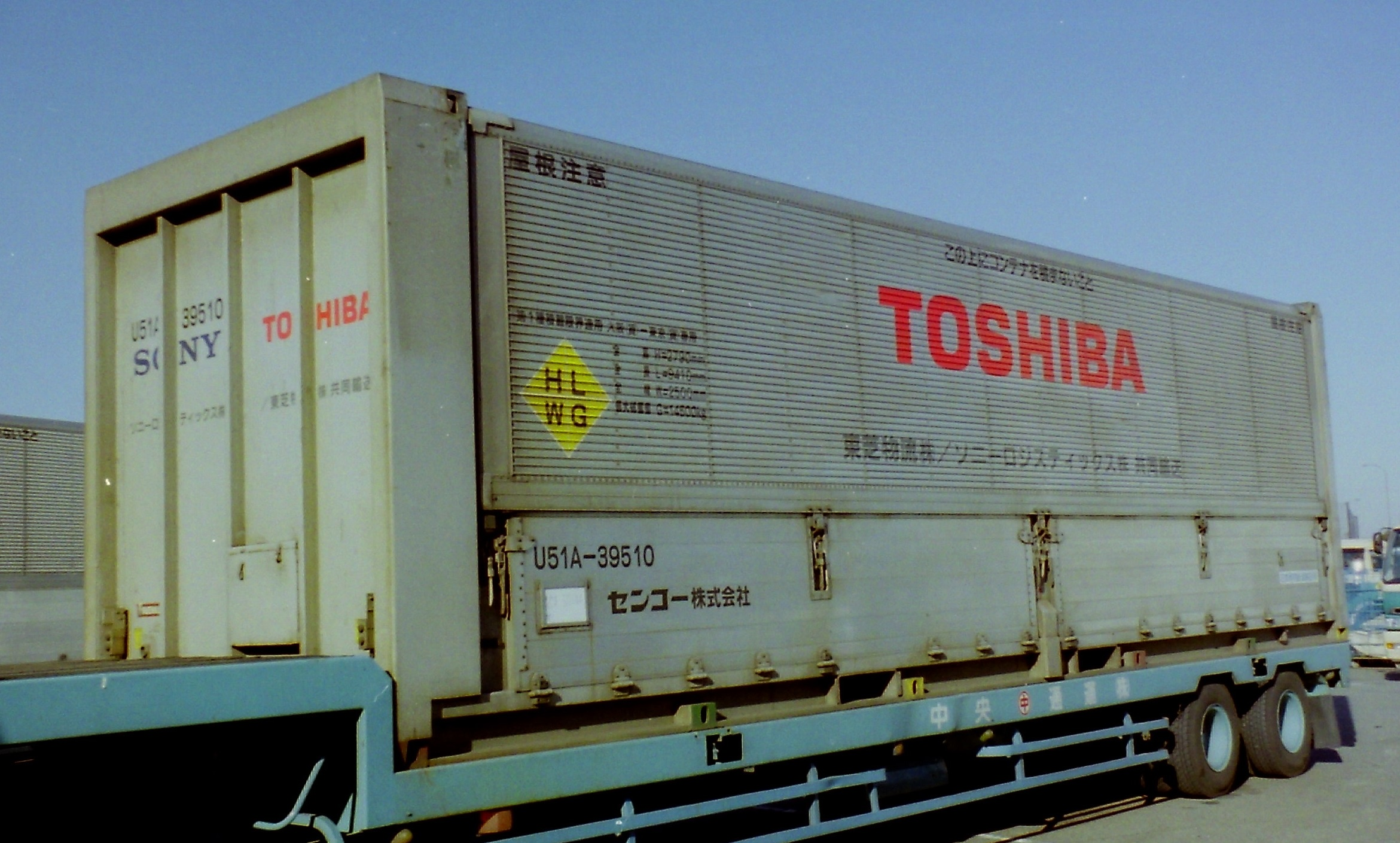
U51A-39510 センコー所有。ソニーロジスティックス・東芝物流の二社協同借受。 東京貨物ターミナル駅、2002年1月撮影。

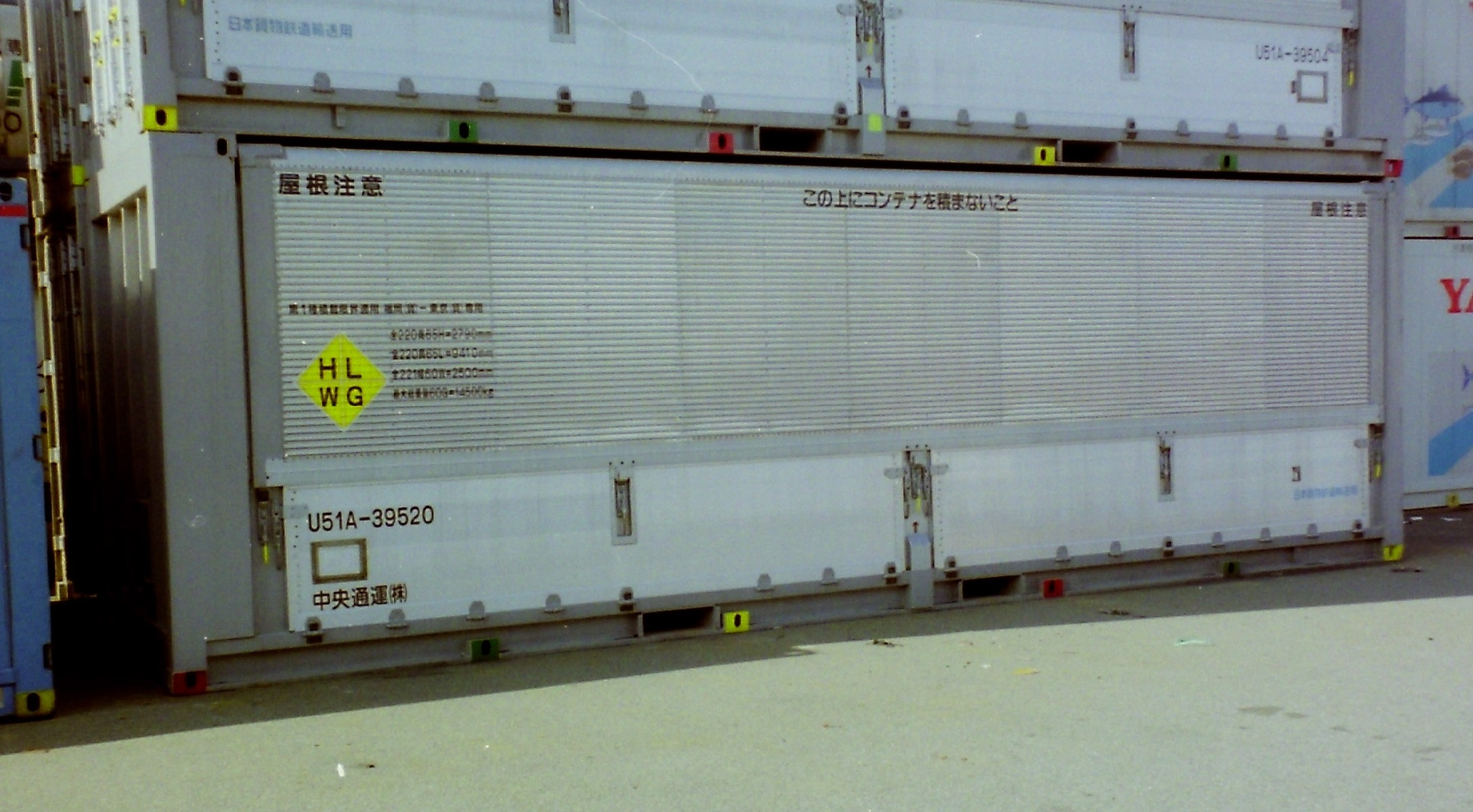
U51A-39520 中央通運所有。ソニーロジスティックス・東芝物流の二社協同借受。 東京貨物ターミナル駅、2002年1月撮影。

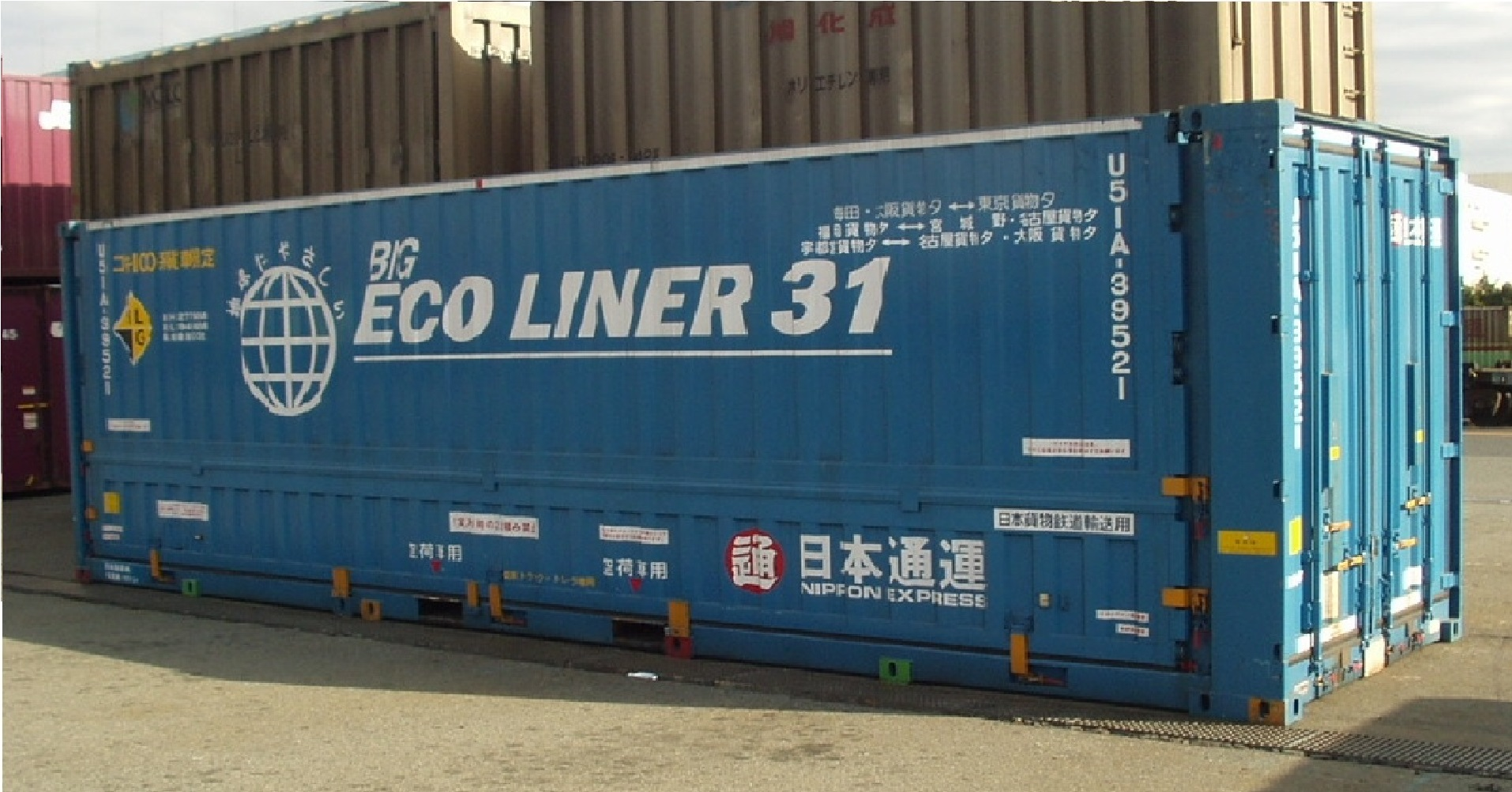
U51A-39521 日本通運所有。 東京貨物ターミナル駅、2004年1月撮影。

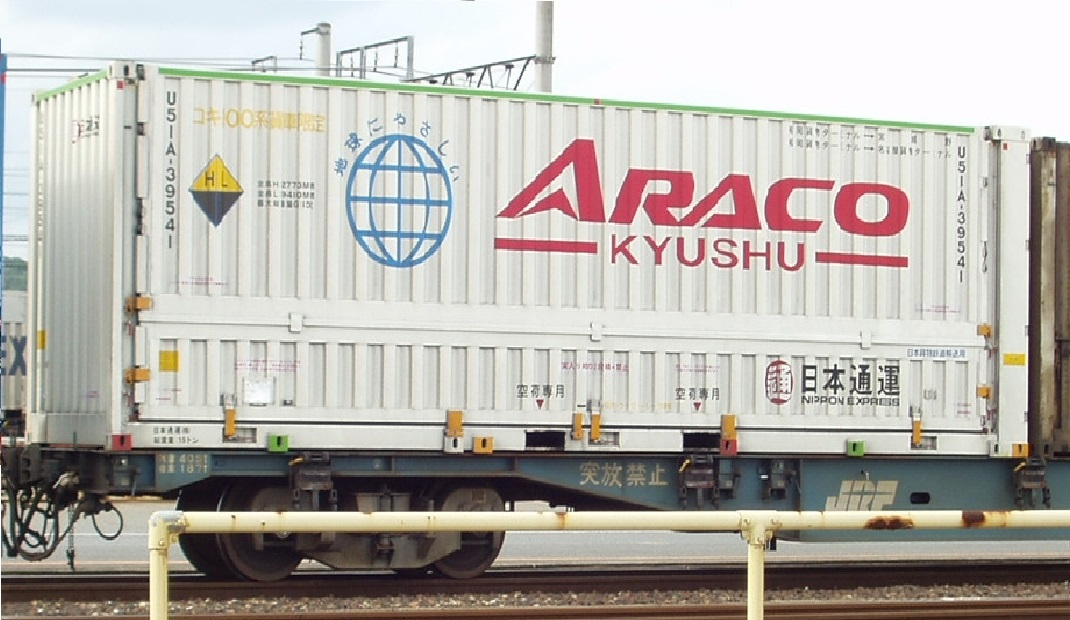
U51A-39541 日本通運所有、アラコ九州借受。 岡山／旧、西岡山駅、2004年7月17日撮影。

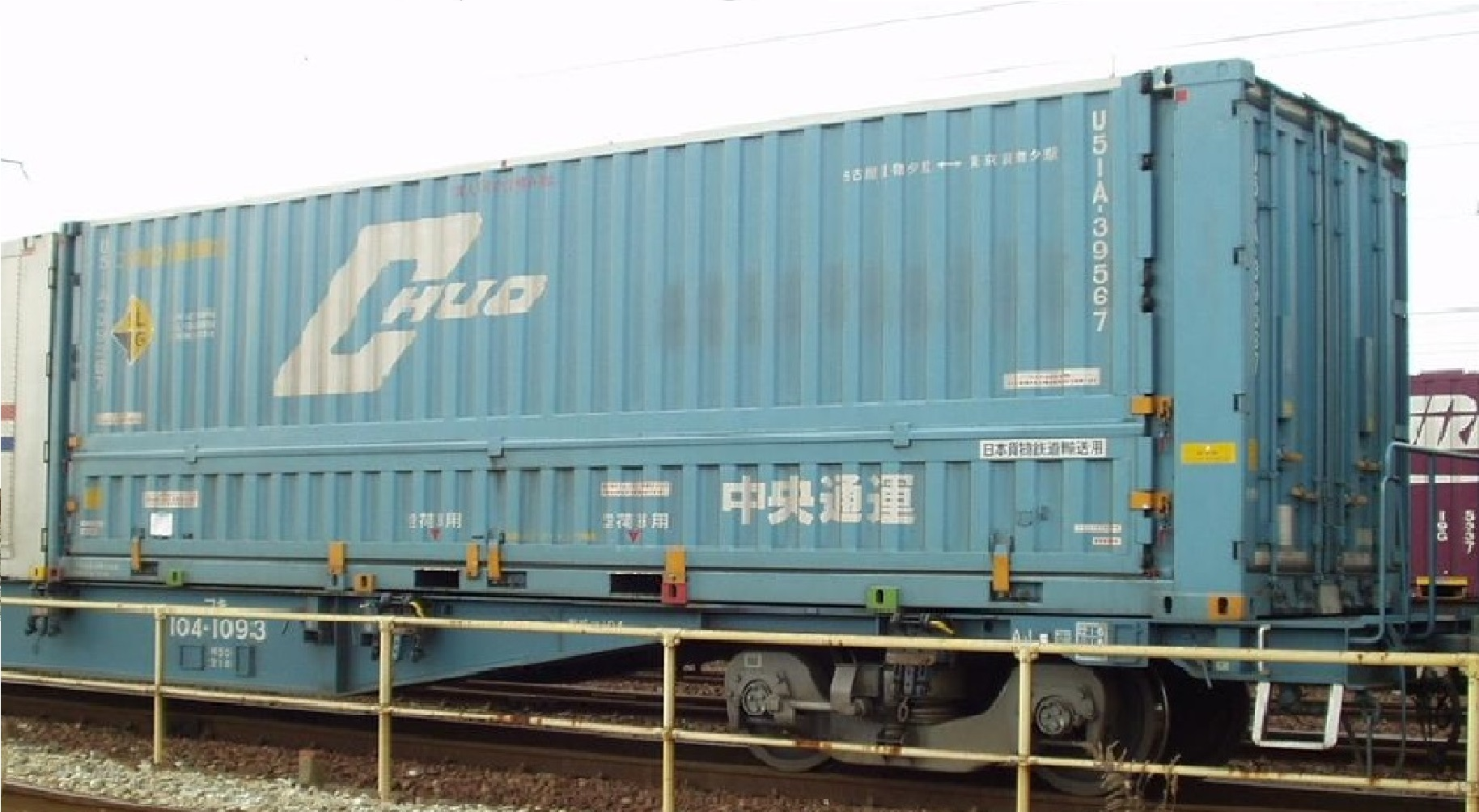
U51A-39567 中央通運所有。 岡山／旧、西岡山駅、2005年4月撮影。

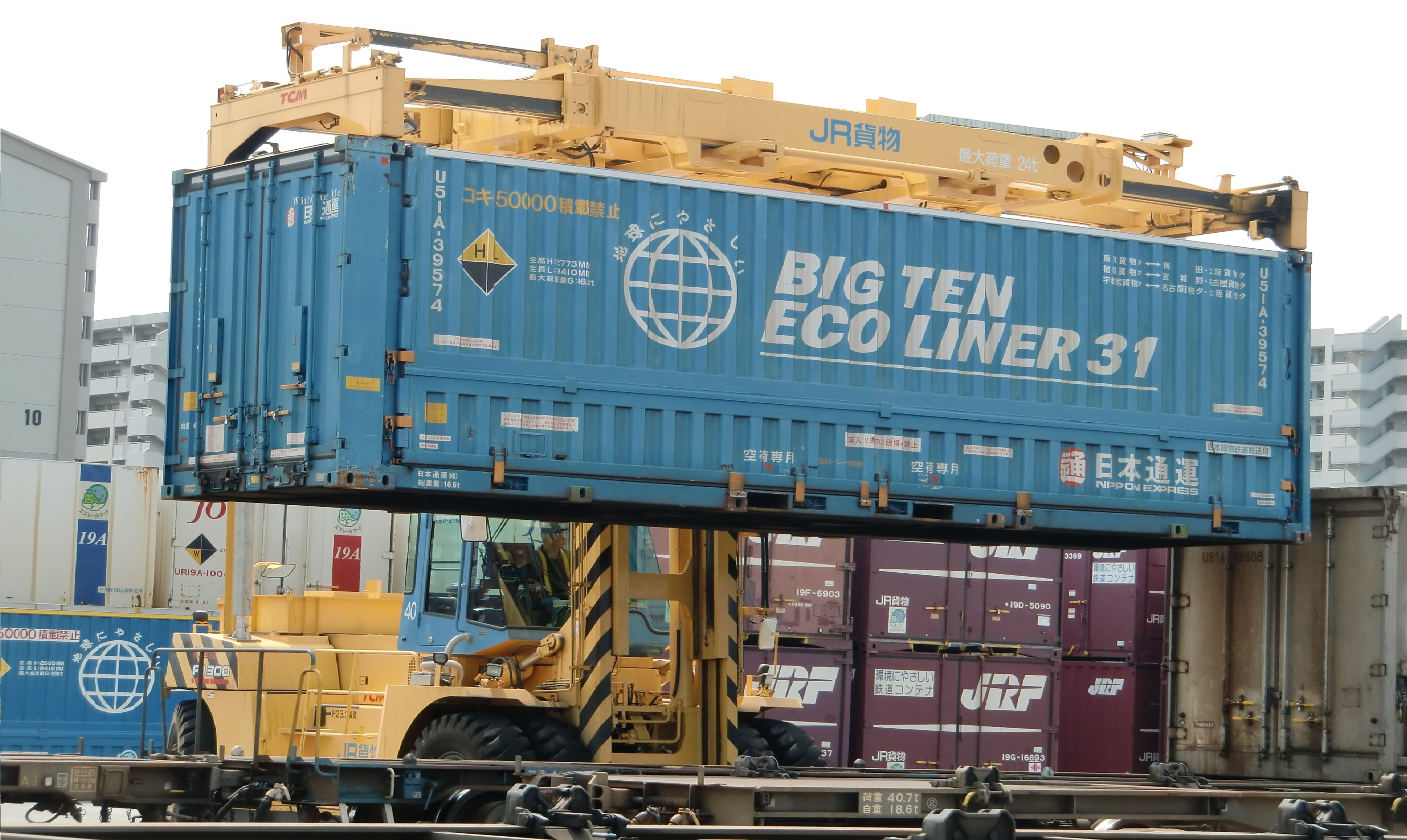
U51A-39574 日本通運所有。 福岡貨物ターミナル駅、2011年5月8日撮影。

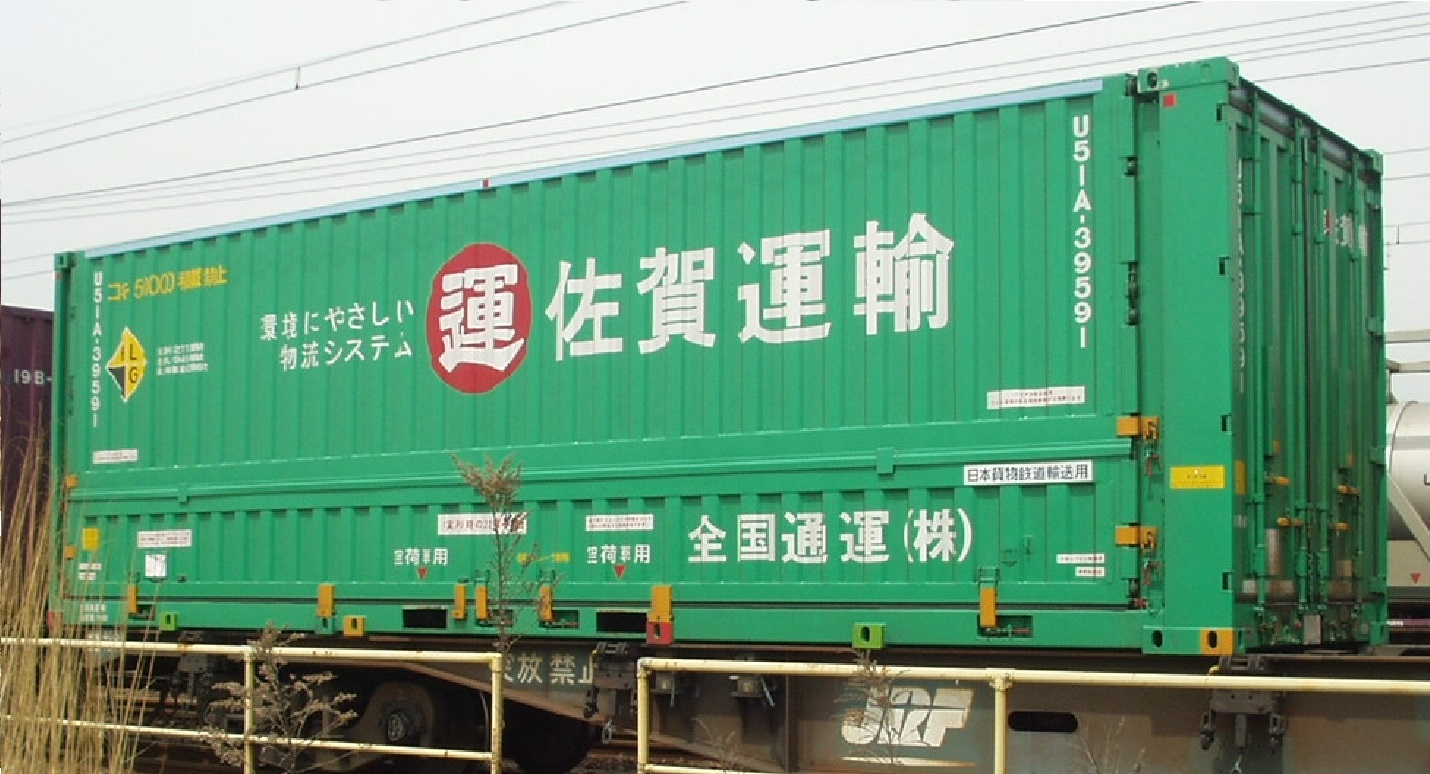
U51A-39591 全国通運所有、佐賀運輸借受。 旧、西岡山駅、2005年4月23日撮影。

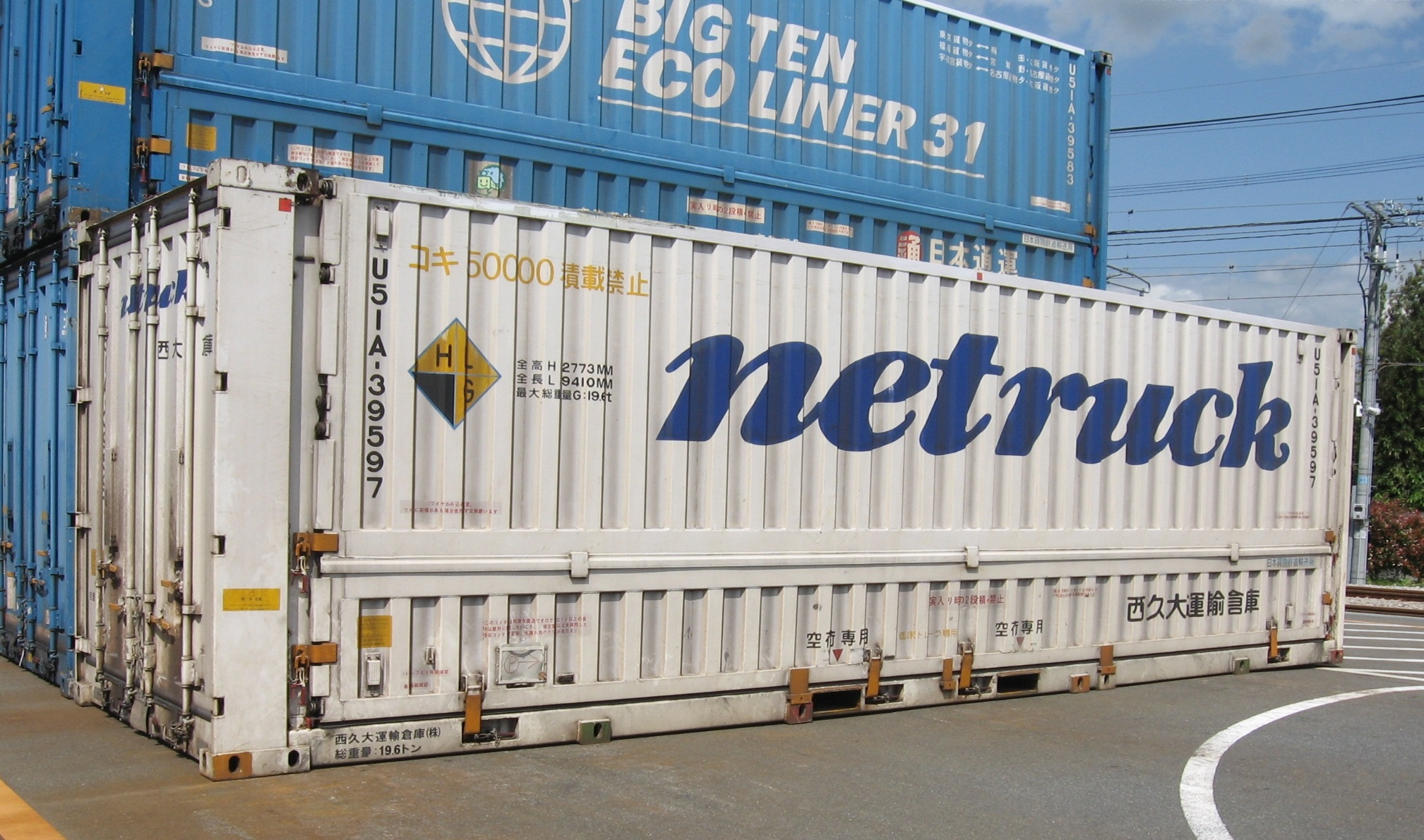
U51A-39597 西久大運輸倉庫所有。 佐賀／鳥栖(タ)、2009年5月5日撮影。

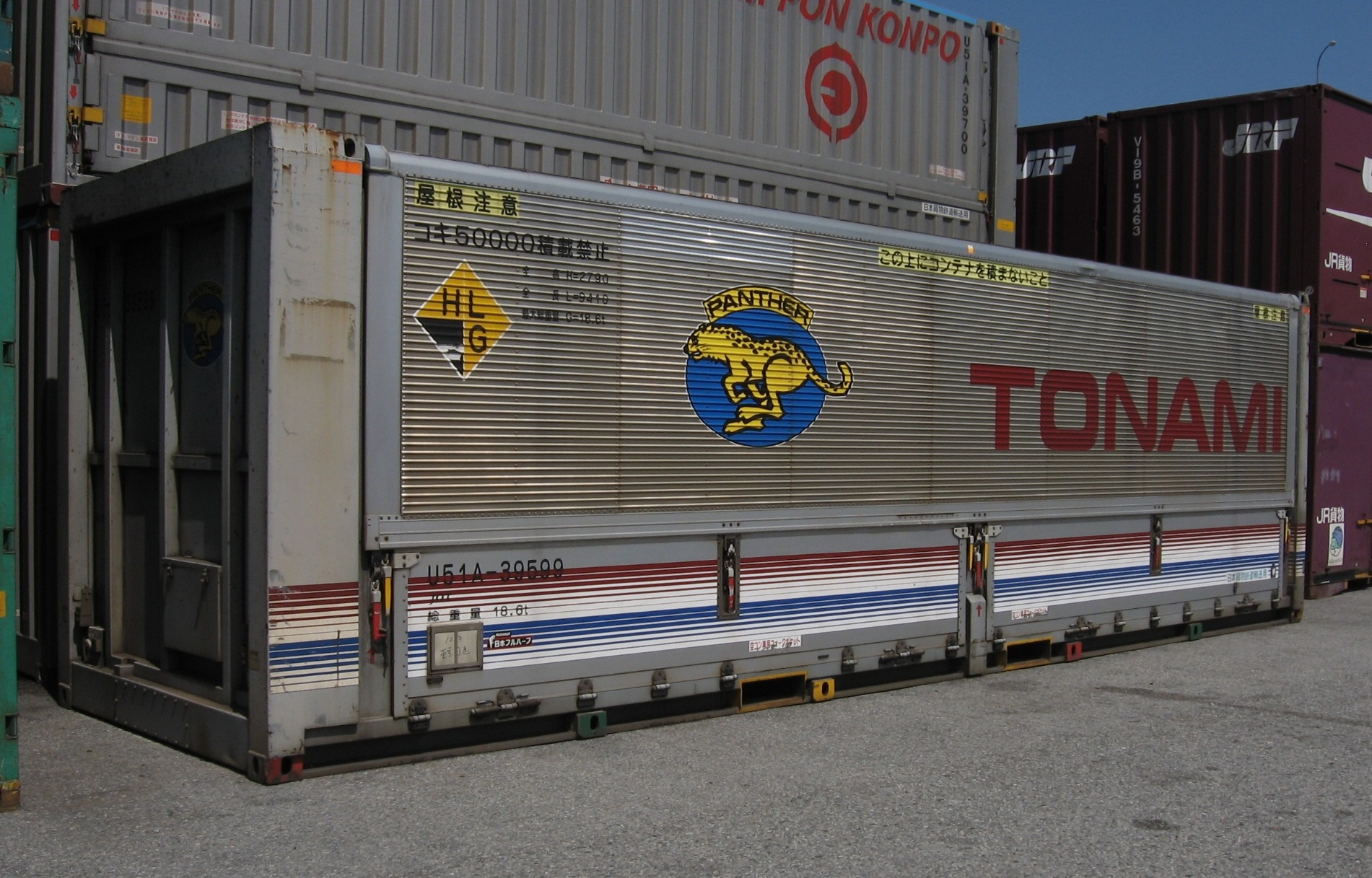
U51A-39599 日本石油輸送所有。トナミ運輸借受。 福岡貨物ターミナル駅にて、2009年5月5日撮影。

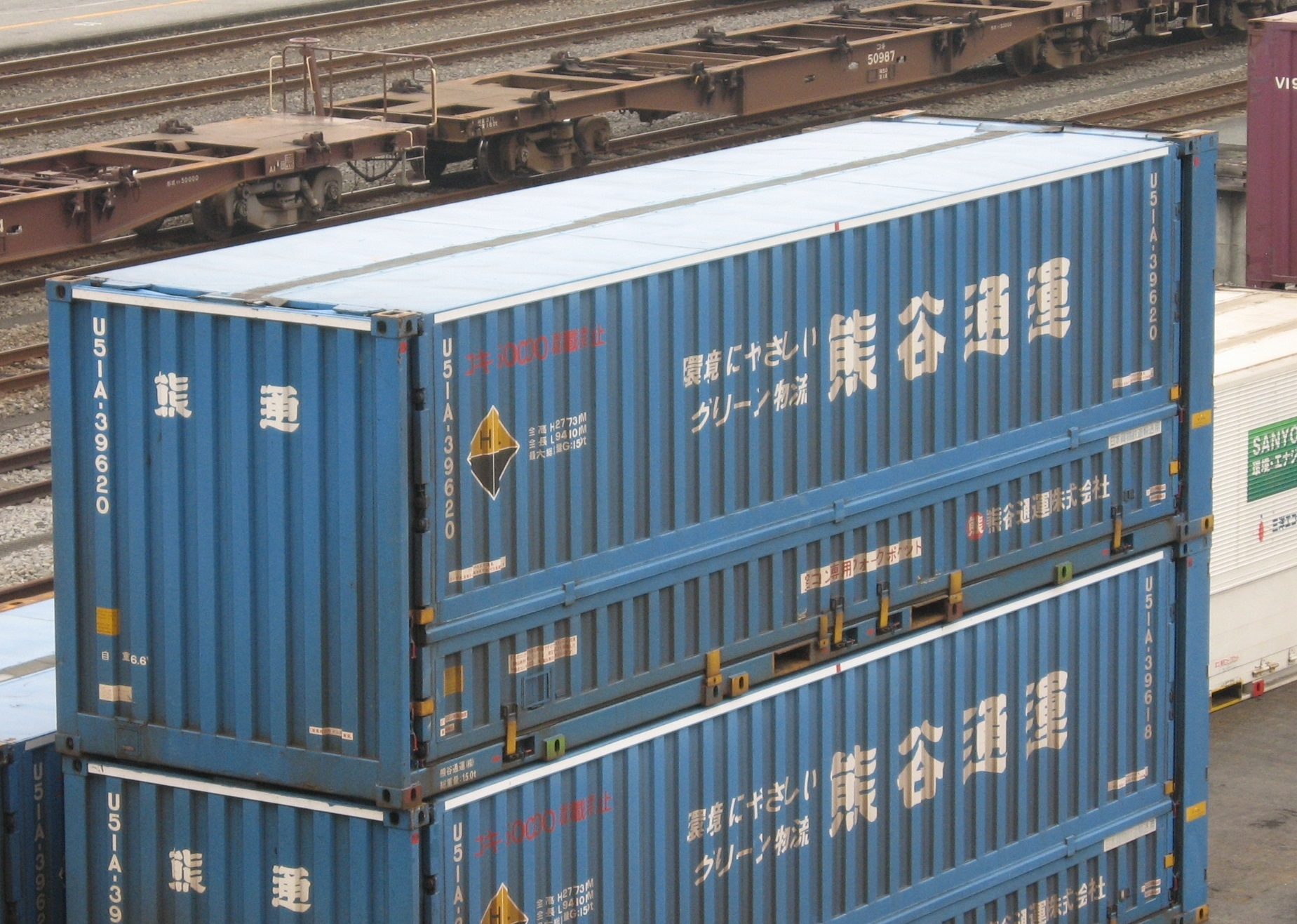
U51A-39620 熊谷通運所有。 埼玉／熊谷(タ)にて、2009年10月17日撮影。

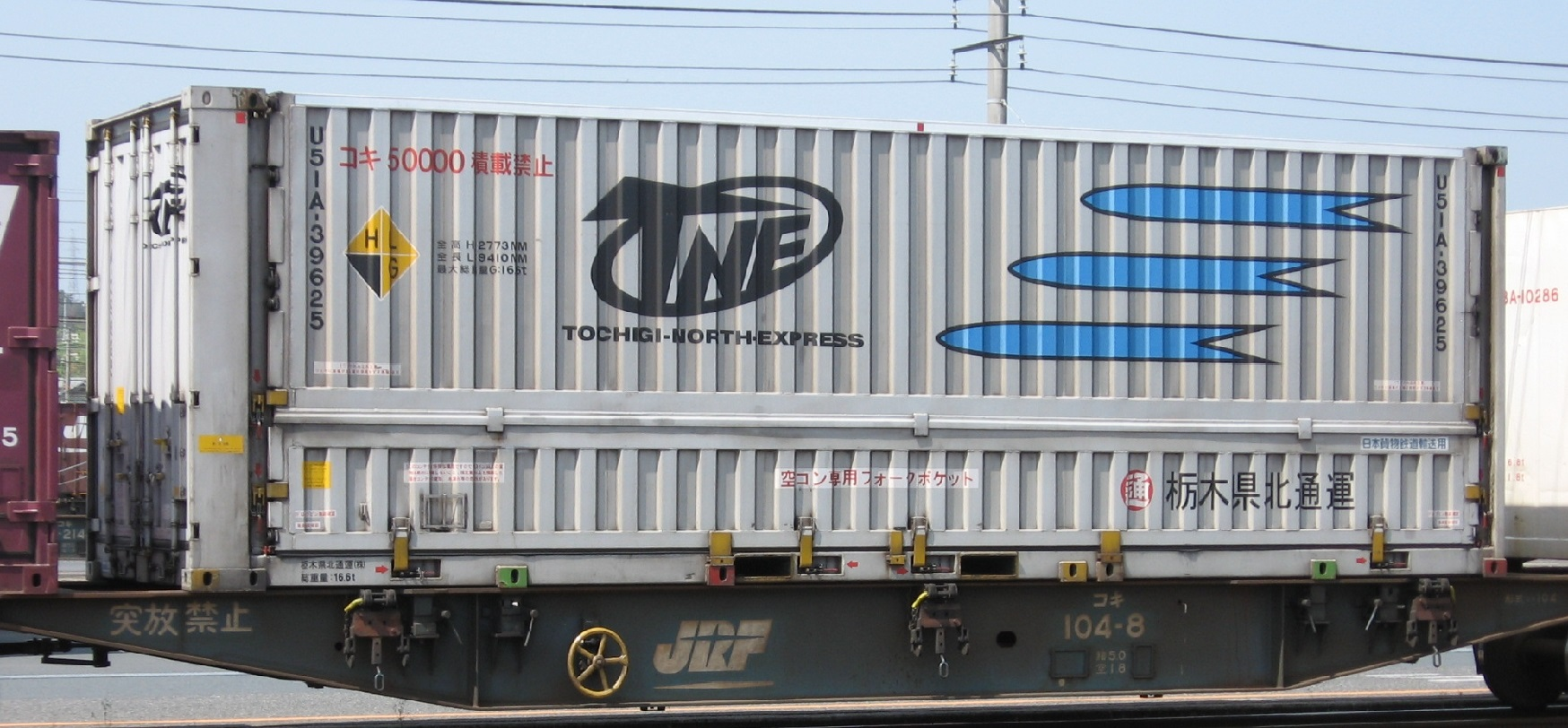
U51A-39625 栃木県北通運所有。 旧、西岡山駅にて、2009年4月19日撮影。

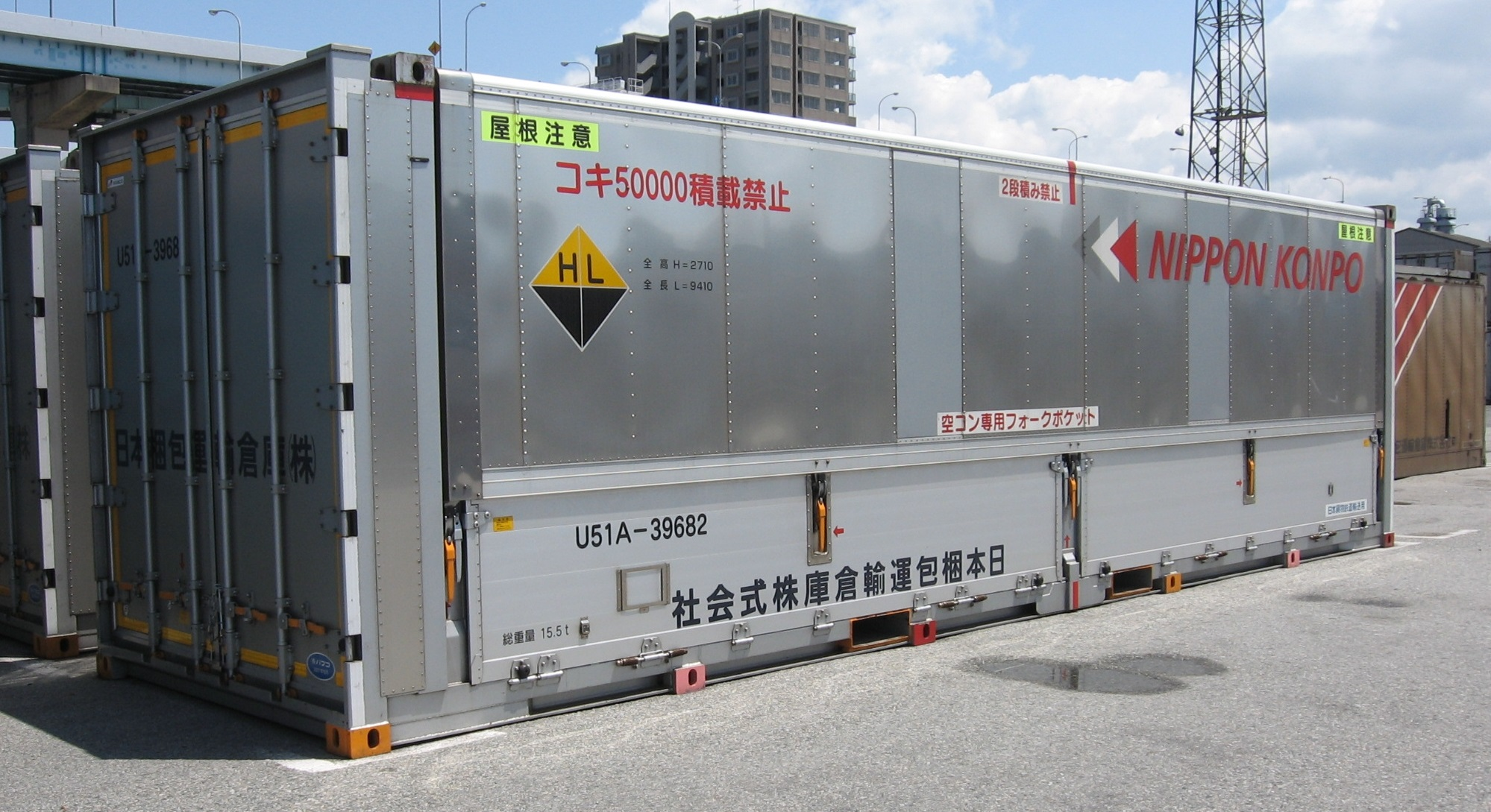
U51A-39682 日本梱包運輸倉庫所有。 福岡貨物ターミナル駅にて、2009年5月5日撮影。

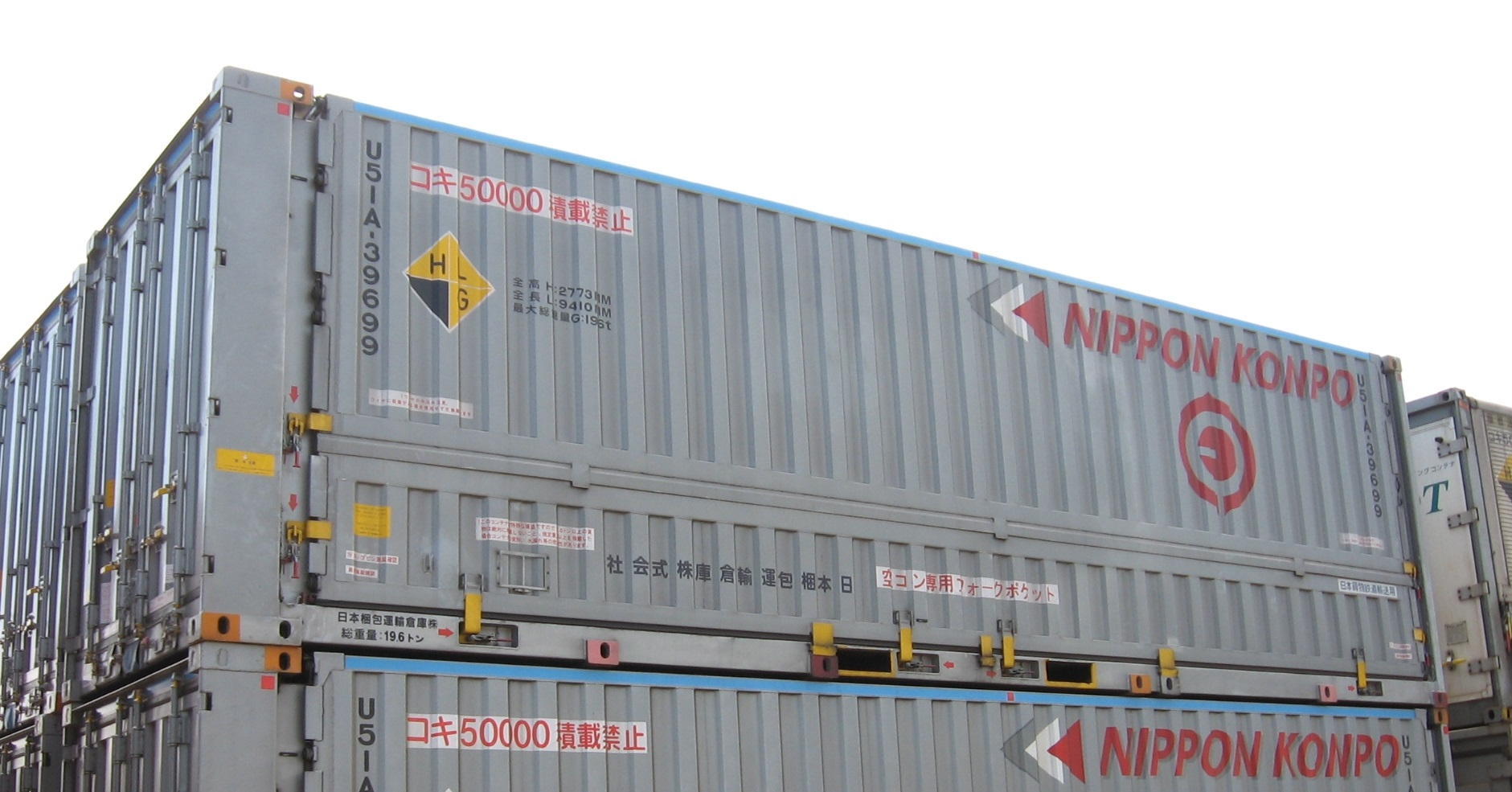
U51A-39699 日本梱包運輸倉庫所有。 福岡貨物ターミナル駅にて、2009年5月5日撮影。

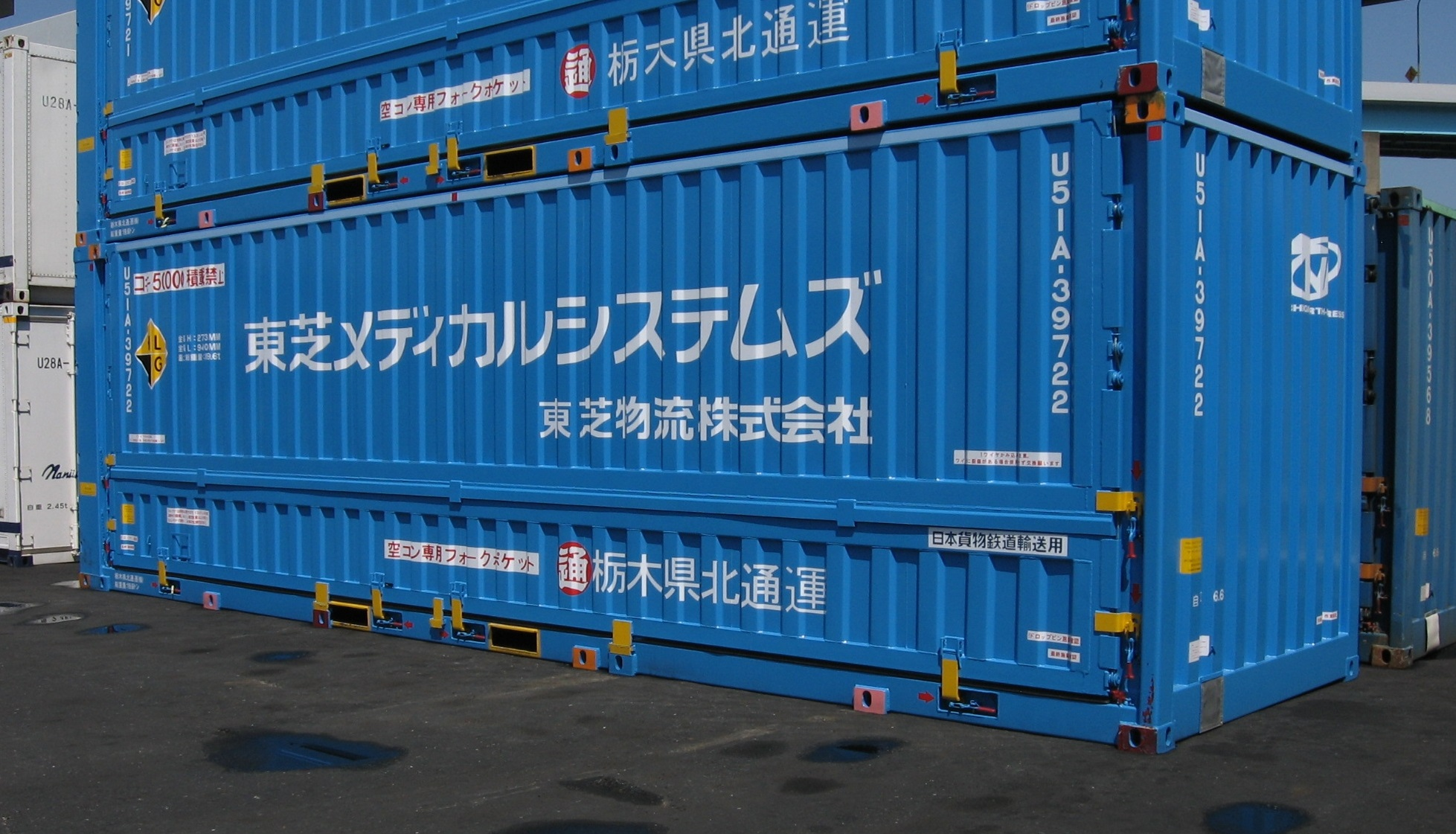
U51A-39722 栃木県北通運所有、東芝物流借受。 福岡貨物ターミナル駅にて、2009年5月5日撮影。

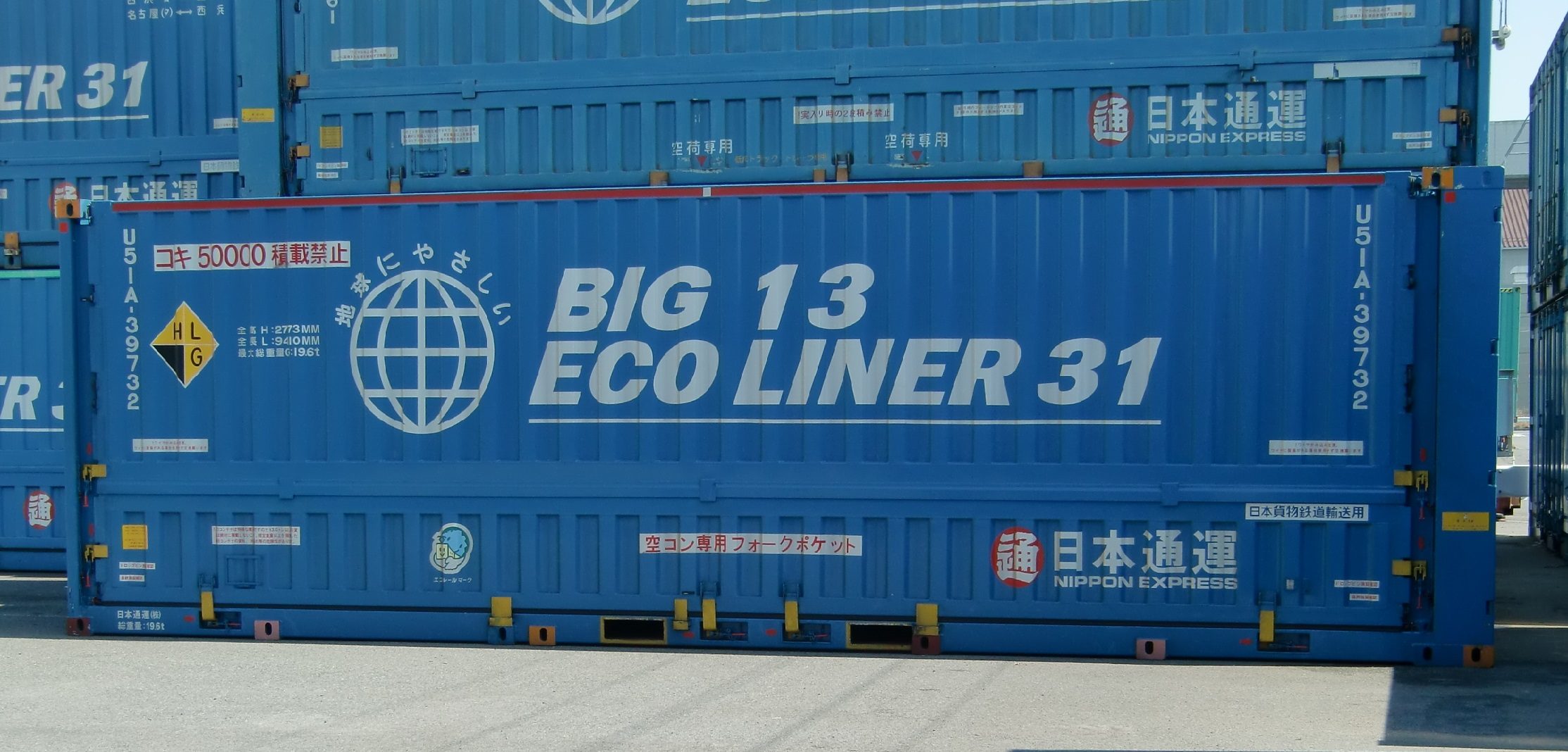
U51A-39732 日本通運所有。 東京貨物ターミナル駅にて、2011年3月25日撮影。

39501 ・ 39502
ニッポー物流所有。
※  製造年月日不明ながらも 39501 - 39520 が、日本フルハーフにて製造された後に、2000年代初頭まで東京貨物ターミナル駅 - 福岡貨物ターミナル駅間で運用されていた。その後、39501 ・ 39502 はニッポ－物流所有のまま廃コンとなり個体は、日田市のニッポー物流(現:NBSロジソル)の本社敷地内に旧社名となる日豊運輸のU43A ・ U46Aと共に倉庫として置かれている他に、番号や形式は不明ながらも陸送専用のオンシャーシ用になった個体もある。
39503 ・ 39504
中央通運所有。東芝物流・ソニーロジスティックス借受。
上記の2000年代初頭まで、ニッポ－物流(現:NBSロジソル)として運用された後に、中央通運に転属して後述する東芝物流 / SONYのロゴが入り、センコーに転属した 39510 と共に運用された。その後、2019年頃まで運用されていた。

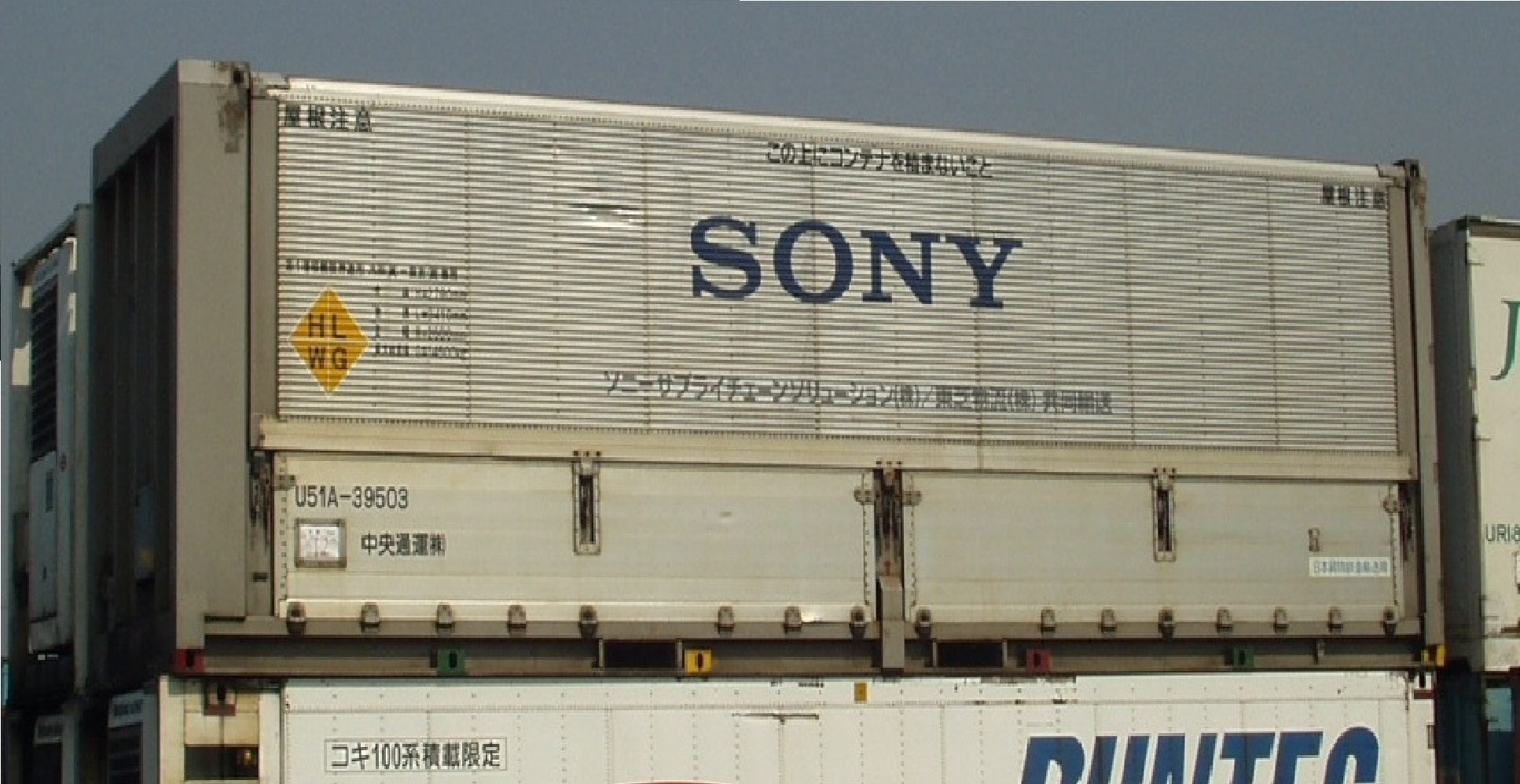
U51A-39503 中央通運所有。ソニーロジスティックス・東芝物流の二社協同借受。 大阪(タ)にて、2003年4月7日撮影。

39505 - 39507
ニッポー物流所有。
2000年代初頭まで東京貨物ターミナル駅 - 福岡貨物ターミナル駅間で運用されていた。これらのコンテナはその後ニッポ－物流所有のまま廃コンとなり、39507 は 39516 と共に北九州のニッポ－物流(現:NBSロジソル)の倉庫施設入り口付近に置かれていたが、後年に撤去された。それ以外の個体は、日田市のニッポー物流(現:NBSロジソル)の本社敷地内に旧社名となる日豊運輸のU43A ・ U46Aと共に倉庫として置かれてい他に、番号や形式は不明ながらも陸送専用のオンシャーシ用になった個体もある。
- U51A-39507 ニッポー物流所有。
福岡／新門司港地区、2004年9月5日撮影。

39508
センコー所有。
こちらも2000年代初頭まで運用された後に、センコーに転属した。晩年は主に大阪貨物ターミナル駅 - 福岡貨物ターミナル駅間で運用され、センコーのU52Aによって押し出された百済貨物ターミナル駅 - 越谷貨物ターミナル駅間で、運用されていた番号が若いU52Aや、U50Aに置換えられた。
- U51A-39508 センコー所有。
東京(タ)、2002年1月撮影。

39509
ニッポー物流所有。
2000年代初頭まで東京貨物ターミナル駅 - 福岡貨物ターミナル駅間で運用されていた。しかし、その後に運用は終了して日田市のニッポー物流(現:NBSロジソル)の本社敷地内に旧社名となる日豊運輸のU43A ・ U46Aと共に倉庫として置かれている他に、番号や形式は不明ながらも陸送専用のオンシャーシ用になった個体もある。
39510
センコー所有。
東芝物流 ・ ソニーロジスティックス借受。こちらも2000年代初頭まで運用された後にセンコーに転属した。この 39510 は、すでに転属して東芝物流 / SONYのロゴが入り、中央通運所有となっていた 39503 ・ 39504 と共に運用された｡晩年は主に大阪貨物ターミナル駅 - 福岡貨物ターミナル駅間で運用され、センコーのU52Aによって押し出された百済貨物ターミナル駅 - 越谷貨物ターミナル駅間で、運用されていた番号が若いU52Aや、U50Aに置換えられた。
- U51A-39510 センコー所有。ソニーロジスティックス・東芝物流の二社協同借受。
東京貨物ターミナル駅、2002年1月撮影。

39511 ・ 39512
ニッポー物流所有。
2000年代初頭まで東京貨物ターミナル駅 - 福岡貨物ターミナル駅間で運用されていたが、ニッポ－物流所有のまま廃コンとなり、日田市のニッポー物流(現:NBSロジソル)の本社敷地内に旧社名となる日豊運輸の U43A ・ U46A と共に倉庫として置かれている他に、番号や形式は不明ながらも陸送専用のオンシャーシ用になった個体もある。
39513 ・ 39514
中央通運所有。東芝物流・ソニーロジスティックス借受。
※2000年代初頭までニッポー物流(現:NBSロジソル)として運用された後に、中央通運に転属した。
転属時には、それまでのNBS時代の表記を剥して最低限の表記だけで、2019年頃まで運用されていた。
39515 - 39517
ニッポー物流所有。
2000年代初頭まで東京貨物ターミナル駅 - 福岡貨物ターミナル駅間で運用されていた。これらのコンテナはその後ニッポ－物流所有のまま廃コンとなり、39516 は 39507 と共に北九州のニッポ－物流(現:NBSロジソル)の倉庫施設入り口付近に置かれていたが、後年に撤去された。それ以外の個体は、日田市のニッポー物流(現:NBSロジソル)の本社敷地内に旧社名となる日豊運輸のU43A ・ U46Aと共に倉庫として置かれてい他に、番号や形式は不明ながらも陸送専用のオンシャーシ用になった個体もある。
39518
中央通運所有。東芝物流・ソニーロジスティックス借受。
2000年代初頭までニッポ－物流(現、NBSロジソル)として運用された後に、NBS時代の表記を剥がされ最低限の表記だけになり中央通運に転属後、2019年頃まで運用されていた。
39519
ニッポー物流所有。
2000年代初頭まで東京貨物ターミナル駅 - 福岡貨物ターミナル駅間で運用されていた。 その後、これらの番号はニッポ－物流所有のまま廃コンとなり個体は、日田市のニッポー物流(現:NBSロジソル)の本社敷地内に旧社名となる日豊運輸のU43A ・ U46Aと共に倉庫として置かれている他に、番号や形式は不明ながらも陸送専用のオンシャーシ用になった個体もある。
39520
中央通運所有。東芝物流・ソニーロジスティックス借受。
2000年代初頭までニッポ－物流(現、NBSロジソル)として運用された後に、NBS時代の表記を剥がされ最低限の表記だけになり中央通運に転属後、2019年頃まで運用されていた。
- U51A-39520 中央通運所有。ソニーロジスティックス・東芝物流の二社協同借受。
東京貨物ターミナル駅、2002年1月撮影。

39521 - 39565（45個）
日本通運所有。日通商事製作。片妻側一方開き、両側フルウイング仕様。規格外・ハローマーク（ 全高2,773 mm = H 表記、全長9,410 mm = L 表記、最大総重量15.0 t = G ）表記あり( 39543 以降はGの表記無し)
※「BIG ECO LINER 31」表記( 39521 はBIGの文字のサイズが小さい)
- U51A-39521 日本通運所有。
東京貨物ターミナル駅、2004年1月撮影。

39541 ・ 39542 は当初、中央通運所有で日通転属後に 39542 は直ぐにBIGエコの塗装となったが、39541 が転属と同時アラコ九州(後にトヨタ紡織機九州)借受の後、返却されBIGエコの塗装になったが形式フォントが異なる。他に、コンテナ車積載指定表記が他の個体がコキ100系貨車限定の表記に対し日通返却の時点で旧型のコンテナ車がコキ50000のみだった為、コキ50000積載禁止の表記と生え抜きの個体と色々異なる。
- U51A-39541 日本通運所有、アラコ九州借受。
岡山／旧、西岡山駅、2004年7月17日撮影。

39566 ・ 39567
中央通運所有
※ 先述の通り 39541 ・ 39542 も、初回登録は中央通運所有だった。末期は汚れや退色で状態が悪かった。
- U51A-39567 中央通運所有。
岡山／旧、西岡山駅、2005年4月撮影。

39568 - 39587（20個）
日本通運所有。日通商事製作。片妻側一方開き、両側フルウイング仕様。規格外・ハローマーク（ 全高2,773 mm = H 表記、全長9,410 mm = L 表記、最大総重量16.6 t = G ）表記あり。
※ 「BIG TEN ECO LINER 31」表記( 39568 を除く)。

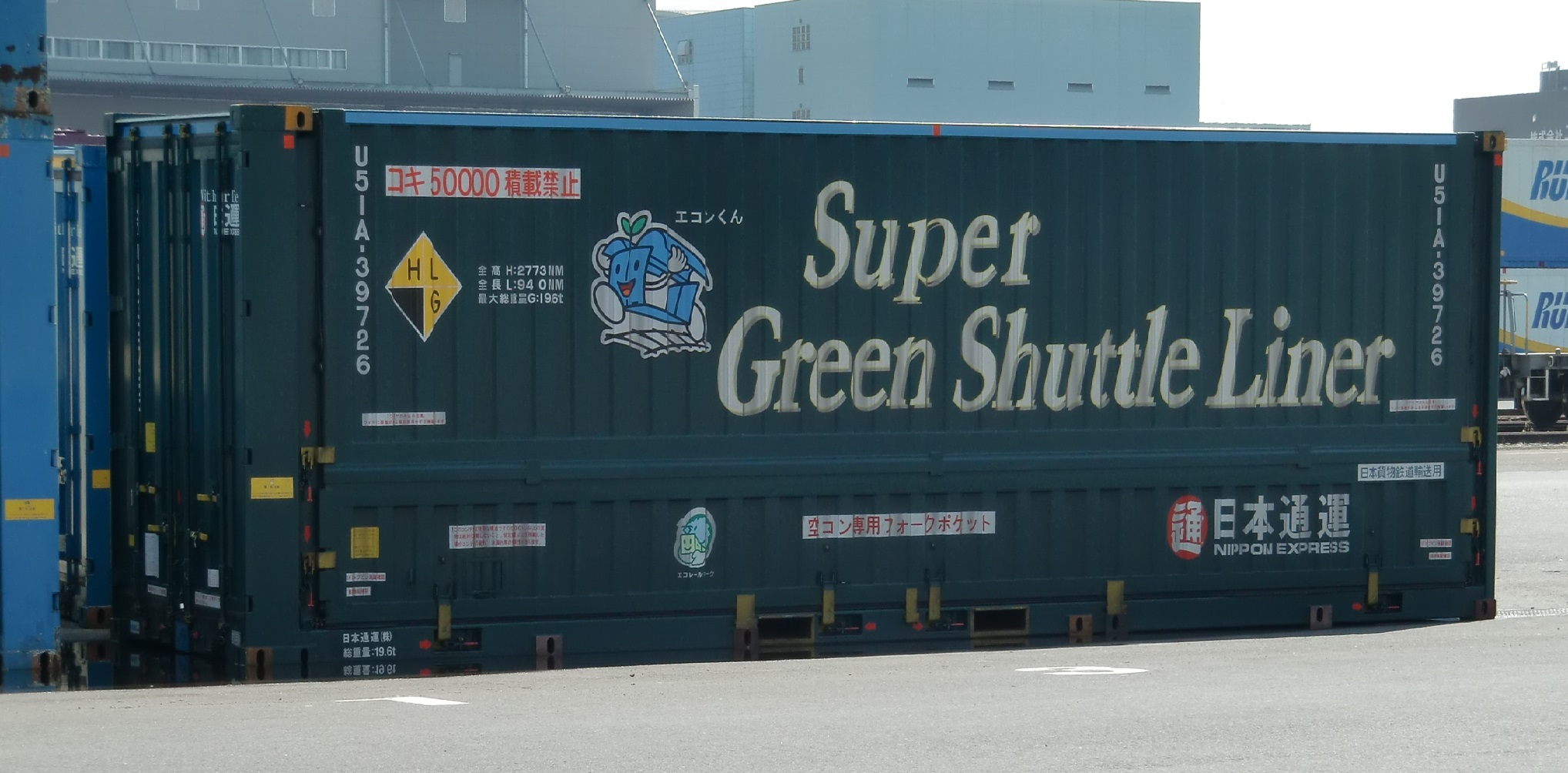
U51A-39574 日本通運所有。 福岡貨物ターミナル駅、2011年5月8日撮影。

39588 - 39592
全国通運所有。佐賀運輸借受。日通商事製作の片妻一方及び、両側フルウィング側面二枚折りの三方開仕様。
- U51A-39591 全国通運所有、佐賀運輸借受。
旧、西岡山駅、2005年4月23日撮影。

39593 ・ 39594
全国通運所有。（元ナショナル（現パナソニック）借受。）
39595 - 39597
西久大運輸倉庫所有。日通商事製作の片妻一方及び、両側フルウィング側面二枚折りの三方開仕様。
- U51A-39597 西久大運輸倉庫所有。
佐賀／鳥栖(タ)、2009年5月5日撮影。

39598 ・ 39599
日本石油輸送所有。トナミ運輸借受。日本フルハーフ製造、片妻一方及び、両側セミウィングの三方開仕様。
※ 2019年頃に日本石油輸送に返却されたが、トナミ運輸のロゴのみ塗り潰され青と赤の帯が残ったまま稼働している。
- U51A-39599 日本石油輸送所有。トナミ運輸借受。
福岡貨物ターミナル駅にて、2009年5月5日撮影。

39600 ・ 39601
日本石油輸送所有。（元ヤマト運輸借受。）
※ 2019年頃に日本石油輸送に返却。
39602
日本石油輸送所有。（元ヤマト運輸/三洋電機借受。）
※ 2008年10月からヤマト運輸と三洋電機との共同での業務用製品輸送に使用された。往路は三洋の東京製作所から出荷した業務用製品を積み、復路はヤマトの宅急便を積んでいた。その後、時期不詳ながらも日本石油輸送に返却された。
39603
日本石油輸送所有。（元ヤマト運輸借受。）
※ 2019年頃に日本石油輸送に返却。
39604
全国通運所有。佐賀運輸借受。
39605 ・ 39606
全国通運所有。濃飛倉庫運輸借受。
39607 ・ 39608
王子運送所有(元全国通運所有、王子運送借受)
※ 簡易保冷仕様。2019年頃に王子運送に転属した。
39609 - 39612（4個）
日本通運所有。日通商事製作。片妻側一方開き、両側フルウイング仕様。規格外・ハローマーク（ 全高2,773 mm = H 表記、全長9,410 mm = L 表記、最大総重量16.6 t = G ）表記あり。
※ スーパーグリーンシャトルライナー。
39613 - 39617（4個）
全国通運所有。日通商事製作。片妻側一方開き、両側フルウイング仕様。規格外・ハローマーク（ 全高2,773 mm = H 表記、全長9,410 mm = L 表記、最大総重量16.6 t = G ）表記あり。
※ スーパーグリーンシャトルライナー。
39618 - 39621
熊谷通運所有。日通商事製作の片妻一方及び、両側フルウィング側面二枚折りの三方開仕様。
- U51A-39620 熊谷通運所有。
埼玉／熊谷(タ)にて、2009年10月17日撮影。

39622 - 39624
王子運送所有(元全国通運所有、王子運送借受)
※ 2019年から2020年までに王子運送に転属した。
39625
栃木県北通運所有。日通商事製作の片妻一方及び、両側フルウィング側面二枚折りの三方開仕様。
- U51A-39625 栃木県北通運所有。
旧、西岡山駅にて、2009年4月19日撮影。

39626 - 39634
カリツー所有。デンソー借受。
39635 - 39643
日本トランスネット所有。
※ 現状はコキ車に載ることがなく、陸送専用のオンシャーシ状態で稼働している。
39644 - 39645
日本ロジテム所有
39646 - 39667
カリツー所有、デンソー借受
39668 - 39672
全国通運所有、仙台運送借受
39673 - 39684
日本梱包運輸倉庫所有。片妻一方及び、両側セミウィング側面二枚折りの三方開仕様。
※ パブコ製ウイングコンテナ。
- U51A-39682 日本梱包運輸倉庫所有。
福岡貨物ターミナル駅にて、2009年5月5日撮影。

39685 - 39686
筑後運送所有、合通借受
39687 - 39689
カリツー所有、デンソーロジテム借受
39690 - 39713
日本梱包運輸倉庫所有。
※ 日通商事製作の片妻一方及び、両側フルウィング側面二枚折りの三方開仕様。
- U51A-39699 日本梱包運輸倉庫所有。
福岡貨物ターミナル駅にて、2009年5月5日撮影。

39714 - 39719
トナミ運輸所有
※ 39598 ・ 39599 と違いトナミ運輸が直接所有している。
39720
SBSロジコム所有
※ 製造当初はTLロジコム所有だった。稼働率は低い。
39721 ・ 39722
栃木県北通運所有、キャノンメディカルシステムズ借受。日通商事製作の片妻一方及び、両側フルウィング側面二枚折りの三方開仕様。
※ 当初は借受先が東芝メディカルシステムズだったが、2018年の商号変更に伴い変更された。
- U51A-39722 栃木県北通運所有、東芝物流借受。
福岡貨物ターミナル駅にて、2009年5月5日撮影。

39723
全国通運所有。日通商事製作。片妻側一方開き、両側フルウイング仕様。規格外・ハローマーク（ 全高2,773 mm = H 表記、全長9,410 mm = L 表記、最大総重量16.6 t = G ）表記あり。
※ スーパーグリーンシャトルライナー。
39724 ・ 39725
合通所有
39726 - 39729（4個）
日本通運所有。日通商事製作。片妻側一方開き、両側フルウイング仕様。規格外・ハローマーク（ 全高2,773 mm = H 表記、全長9,410 mm = L 表記、最大総重量16.6 t = G ）表記あり。
※ スーパーグリーンシャトルライナー。
- U51A-39726 日本通運所有。
東京貨物ターミナル駅にて、2011年3月25日撮影。

39730 ・ 39731
全国通運所有、丸全昭和運輸借受。
※ 現在は、39730 のみスーパーグリーンシャトルライナー関連で稼働している。39731 は相模貨物駅で留置中。
39732 - 39751（20個）
日本通運所有。日通商事製作。片妻側一方開き、フルウィング側面二枚折り仕様の三方開き。規格外・ハローマーク（ 全高2,773 mm = H 表記、全長9,410 mm = L 表記、最大総重量19.6 t = G ）表記あり。
※ 「BIG 13 ECO LINER 31」表記。
- U51A-39732 日本通運所有。
東京貨物ターミナル駅にて、2011年3月25日撮影。

39752 - 39755
鴻池運輸所有。
※ 2022年5月頃に白色から赤色に塗装変更されたが個体によって表記類の有無の差が有る。
・39752:コキ50000積載禁止表記無し。
・39753:規格外詳細、総重量、コキ50000積載禁止、日本貨物鉄道輸送用、フォークポケット、屋根注意、２段積み禁止表記無し。
・39754:表記類全て有り
・39755:コキ50000積載禁止、屋根注意(一部)表記無し。当初は鴻池ロゴも無かったが後に追加された。